# Björklinge
Björklinge est une localité de Suède à environ 20 km au nord d'Uppsala.
Sa population était de 3 397 habitants en 2019.